# ویندبرگ
ویندبرگ (به آلمانی: Windberg) یک شهر در آلمان است که در بایرن واقع شده‌است.

## خصوصیات
ویندبرگ ۷٫۹۷ کیلومترمربع مساحت دارد ۴۰۰ متر بالاتر از سطح دریا واقع شده‌است.